# Schloßsee (Wrangelsburg)
Der Schloßsee ist ein See in der Gemeinde Wrangelsburg im Landkreis Vorpommern-Greifswald in Mecklenburg-Vorpommern. Er befindet sich nordöstlich von Wrangelsburg. In nordöstlicher Richtung dehnt er sich 595 Meter aus, seine größte Breite beträgt etwa 280 Meter. Das nördliche und das östliche Ufer sind bewaldet.
Zusammen mit dem Großen und dem Kleinen Schwarzen See liegt der Schlosssee in einer zwischen 27 und 35 Meter hohen Ebene innerhalb eines Randmoränenzuges. Die Seen sind Reste eines eiszeitlichen Staubeckens.
Am südlichen Ufer befindet sich ein Landschaftspark. Das Schloss Wrangelsburg, der Vorgängerbau des später an seiner Stelle errichteten Herrenhauses, stand nach einer schwedischen Matrikelkarte von 1694 in unmittelbarer Nähe des südwestlichen Seeufers.